# Loburg
Stadt Loburg ist ein Ortsteil der gleichnamigen Ortschaft der Stadt Möckern im Landkreis Jerichower Land in Sachsen-Anhalt, Deutschland.

## Geografie
Loburg liegt neun Kilometer ostsüdostwärts von Möckern entfernt, 22 Kilometer südöstlich der Kreisstadt Burg und 30 Kilometer östlich der Landeshauptstadt Magdeburg. Der Ort liegt am Oberlauf des Elbe-Nebenflusses Ehle im Westfläming und im Norden und im Westen reicht das Landschaftsschutzgebiet Loburger Vorfläming bis an den Ortsrand heran.
Das unmittelbare Umland ist landwirtschaftlich geprägt, weiter nördlich erstreckt sich ein größeres Waldgebiet. Sechs Kilometer östlich beginnt der große Truppenübungsplatz Altengrabow. Dort befindet sich, auf der Gemarkung Loburg gelegen, die höchste Erhebung des Landkreises Jerichower Land, der 127 m ü. NHN hohe Jerusalemberg. Loburg ist eine Station an der Straße der Romanik. Zur ehemaligen Stadt gehörten die Ortsteile Bomsdorf, Diesingshof, Padegrim, Rottenau und Wahl.

## Geschichte

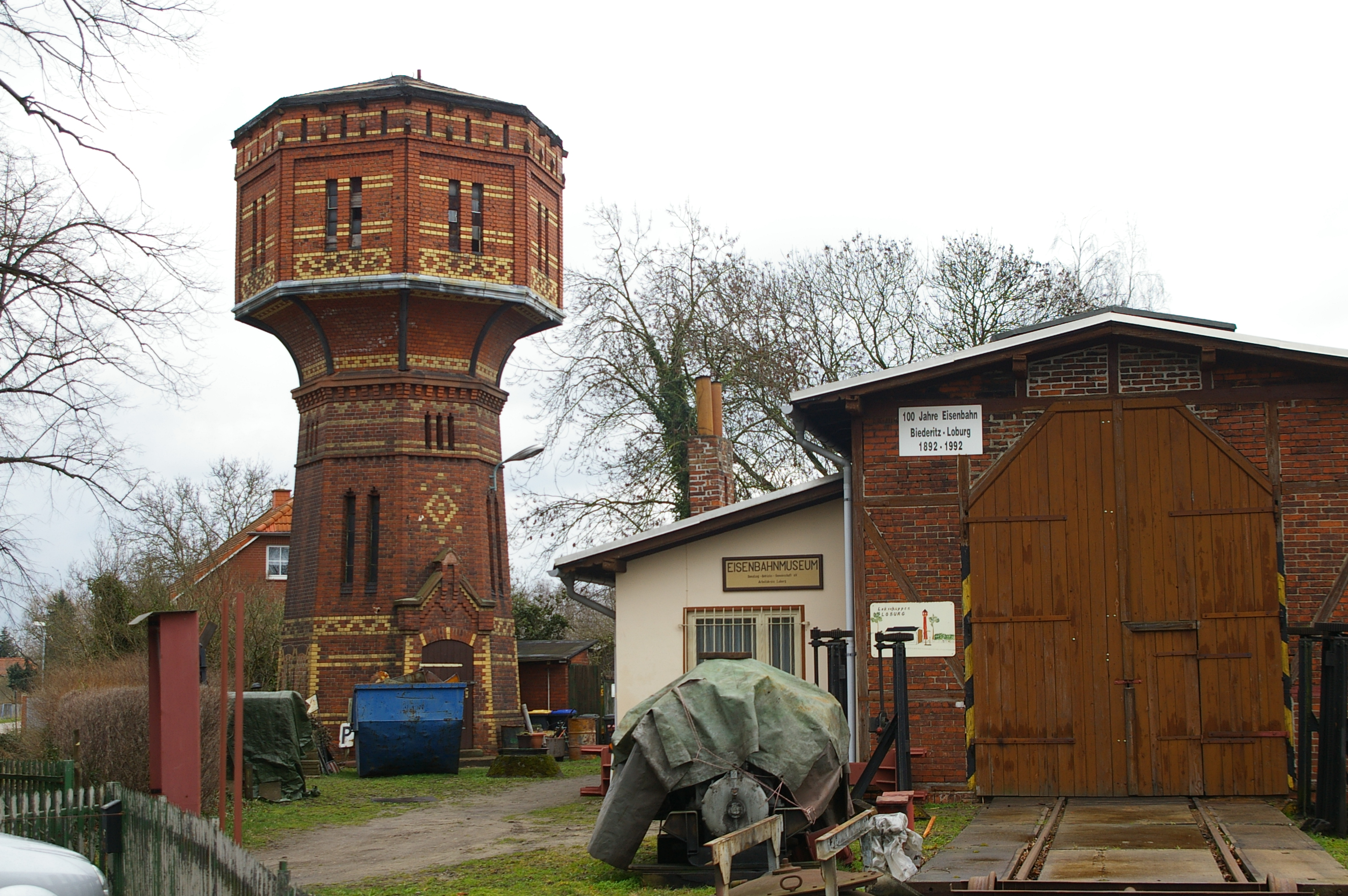
Wasserturm am Bahnhof

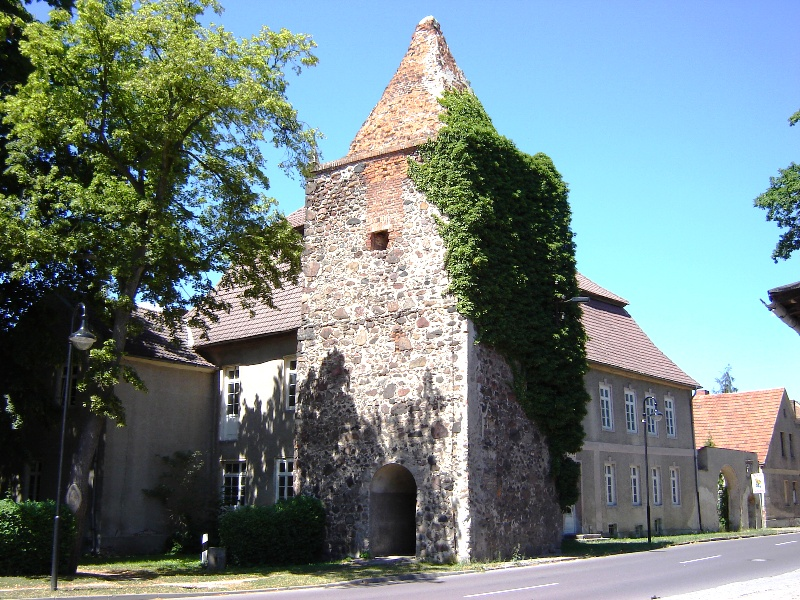
Altes Stadttor, Gut Barby

Im Jahr 965 übereignete Kaiser Otto I. die „civitas Luborn“ dem Magdeburger Mauritiuskloster, es ist die erste urkundliche Erwähnung Loburgs. An ihrer Stelle befand sich jedoch bereits im 8. Jahrhundert eine slawische Wallburg im Gau Moresceni. Sie wurde im 10. Jahrhundert zur Sicherung der durch Otto betriebenen deutschen Besiedlung in eine Grenzburg umgewandelt und wurde Zentrum eines Burgwards. Die Burg beherrschte die wichtigen Heer- und Handelsstraßen in Richtung Zerbst, die sich von Burg und Brandenburg kommend, hier trafen. Sie wurde jedoch während des Slawenaufstandes von 983 bereits wieder zerstört. Das gleiche Schicksal erlitten die im Bereich der Burg entstandenen Dörfer Möckernitz und Ziemitz. Während beide Orte bereits Anfang des 13. Jahrhunderts wieder aufgebaut waren, errichtete der Burggraf von Lubborch erst zwischen 1162 und 1200 eine neue Burg.
Im Jahr 1207 schlossen sich beide Dörfer zusammen und erhielten unter dem Namen Loburg das Stadtrecht. Die daraufhin errichtete Befestigung durch eine Stadtmauer mit drei Toren schloss das ehemalige Dorf Ziemitz nicht mit ein, sodass es immer wieder von Plünderern überfallen wurde. Es wurde daraufhin von seinen Bewohnern, die sich hinter dem Schutz der Stadtmauern niederließen, aufgegeben und verfiel samt seiner dreischiffigen Basilika aus dem 12. Jahrhundert.
Loburg wurde im Laufe des Mittelalters vom Moritzkloster an mehrfach wechselnde Adelsfamilien als Lehen vergeben. Daneben richteten die Familien von Barby und von Wulffen Rittergüter ein und auch die von Randow hatten hier Besitz. Insbesondere die von Wulffen engagierten sich intensiv in der Stadt. So veranlasste Eustachius von Wulffen 1581 den umfangreichen Umbau der Stadtkirche St. Lorenz. Zwischen der Bürgerschaft und den Lehnsfamilien kam es häufig zu Auseinandersetzungen über die Rechte der Stadt, die in den Jahren 1598 und 1614 in regelrechten Aufständen mündeten. Vom Selbstbewusstsein der Bürger zeugt der aufwändige Bau des Rathauses im Jahre 1609.
Nach dem Dreißigjährigen Krieg kam Loburg unter die Herrschaft von Brandenburg-Preußen. Seit 1680 war Loburg als sogenannte Immediatstadt direkt dem Herzogtum Magdeburg unterstellt. Dort lag es zunächst im Genthiner Kreis, aus dem später der Distrikt I mit dem Hauptort Burg wurde. 1716 wurde eine Garnison in die Stadt verlegt, und gegen Ende des 18. Jahrhunderts richtete Preußen hier ein Oberzollamt ein. Nach der Neubildung des Landkreises Jerichow I durch die preußische Verwaltungsreform von 1815 war Loburg ab 1816 Standort des „Landräthlichen Officium“ Loburg (Quelle: Amtsblatt königl. Regierung Magdeburg Jahrgang 1816), wozu die Stadt unentgeltlich Räume im Rathaus zur Verfügung stellte. Bisher war es üblich, dass der Landrat auf seinem Gut residierte, allerdings sollte laut königlichem Erlass ein fester Landratssitz etabliert werden, der von jedem Ort des Kreises innerhalb einer Tagesreise erreichbar ist, um seine Amtsgeschäfte zu erledigen. Erst auf Androhung von Konsequenzen durch den König und seine Berater hatte der Landrat seinen ständigen Amtssitz in Loburg bezogen (1850 bis 1877). Zuvor residierte der Landrat weiterhin auf seinem Schloß in Leitzkau und die Kommunikation zwischen Landrat und Officium erfolgte durch einen Kurier, was natürlich zu erheblichen Verzögerungen führte bei der Bearbeitung der Anliegen.
Die am 1. Oktober 1892 eröffnete Bahnverbindung Biederitz–Loburg und die am 20. April 1903 fertiggestellte Schmalspurbahn der Kleinbahnen des Kreises Jerichow I nach Lübars (und damit weiter nach Burg, Ziesar, Gommern sowie Pretzien) hatten nur untergeordnet Auswirkungen auf die wirtschaftliche Entwicklung der Stadt. Auch nach dem Bahnbau besaß die Landwirtschaft Dominanz auf stagnierendem Niveau. Erwähnenswert ist die Stärkefabrik als industrieller Arbeitgeber basierend auf der Zulieferung der Rohstoffe aus den umgebenden landwirtschaftlichen Betrieben.
Im Jahr 1885 hatte Loburg 2179 Einwohner. Am 30. September 1928 wurden die drei Gutsbezirke Loburg I, Loburg II und Loburg III mit der Stadt Loburg vereinigt, wobei der Gutsteil Wendgräben vom Gutsbezirk Loburg III der Landgemeinde Zeppernick zugelegt wurde. Dies änderte aber nichts am privaten oder öffentlich-rechtlichen Eigentum, die Gutsbezirke waren juristisch keine eigenständigen Ortschaften mehr. Das Güter-Adressbuch der Provinz Sachsen benennt als Gutseigentümer von Loburg I den Major Friedrich von Barby, von Loburg II Hugo von Wulffen und auf Loburg III Hans von Wulffen, nachfolgend dann die jeweiligen Erben.
Nach dem Ende des Zweiten Weltkrieges richtete die Sowjetarmee bis 1948 eine Ortskommandantur im Loburger Rathaus ein. Vom 25. Juli 1952 bis zum 20. Juni 1957 war Loburg noch einmal Kreisstadt. Der Kreis Loburg wurde aufgelöst und Loburg wurde dem Kreis Zerbst zugeordnet. Auch während der DDR-Zeit blieb die Landwirtschaft ein bedeutender Wirtschaftsfaktor, daneben wurden Zweigbetriebe der Armaturen- und Bekleidungsindustrie angesiedelt. 1980 betrug die Einwohnerzahl 3150.
Nach der deutschen Wiedervereinigung wurde Loburg in den neugeschaffenen Landkreis Anhalt-Zerbst eingegliedert. Durch die Ausweisung zweier Gewerbegebiete gelang es der Stadt, etliche neue Produktionsbetriebe anzusiedeln. Bis 2004 war Loburg Zentralort einer Verwaltungsgemeinschaft mit sieben angeschlossenen Orten. Vom 1. Januar 2005 bis zum 30. Juni 2007 gehörte die Stadt zur Verwaltungsgemeinschaft Elbe-Ehle-Nuthe mit Sitz in Zerbst. Seit dem 1. Juli 2007 gehörte die Stadt zur Verwaltungsgemeinschaft Möckern-Loburg-Fläming mit Sitz in Möckern und zum Landkreis Jerichower Land.
Am 1. Januar 2009 wurde Loburg in die Stadt Möckern eingemeindet.

### Einwohnerentwicklung
| Jahr      | 1871 | 1880 | 1890 | 1900 | 1916 | 1943 | 1970 | 2020 |
| --------- | ---- | ---- | ---- | ---- | ---- | ---- | ---- | ---- |
| Einwohner | 2041 | 2255 | 1973 | 2073 | 2271 | 2600 | 3342 | 2007 |

## Politik
Ortsbürgermeisterin ist Gabriele Schmohl.

### Flagge
Die Flagge wurde am 23. Dezember 2008 durch den Landkreis genehmigt.
Die Flagge ist rot-weiß (1:1) gestreift (Querform: Streifen waagerecht verlaufend, Längsform: Streifen senkrecht verlaufend) und mittig mit dem Stadtwappen belegt.

### Städtepartnerschaft
Partnerstadt ist die nordrhein-westfälische Gemeinde Ostbevern. Ein Grund für die Partnerschaft war das namensgleiche Wasserschloss Loburg in Ostbevern.

## Sehenswürdigkeiten
- Die evangelische Kirche St. Laurentius und das Rathaus Loburg liegen im Ortszentrum.
- Die Ruine der Kirche Unser Lieben Frauen befindet sich im östlichen Teil Loburgs südlich der B 246.
- Am westlichen Ortseingang steht am nördlichen Straßenrand der mittelalterliche Bergfried als Rest der ehemaligen Loburg.
- Der Bahnhof mit seinem noch aus dem 19. Jahrhundert erhalten gebliebenen Ensemble von Wasserturm, Wasserkran und Lokschuppen sowie einem historischen Zug ist in der Bahnhofstraße zu besichtigen.
- In der Chausseestraße ist der Storchenhof Loburg zu finden, der mit Führungen einen Einblick in das Leben der Störche vermittelt. In mehreren Gehegen werden neben Störchen auch andere zur Pflege aufgenommene Vögel gezeigt.
- Die ehemalige katholische Kirche St. Marien liegt am östlichen Ortsrand.
- Schloss Wendgräben liegt etwa vier Kilometer nördlich des Ortes. Es wurde 1910 für die Loburger Adelsfamilie von Wulffen erbaut.
- das als Café und Gaststätte betriebene Barbysches Gutshaus und der Münchentorturm der historischen Stadtbefestigung

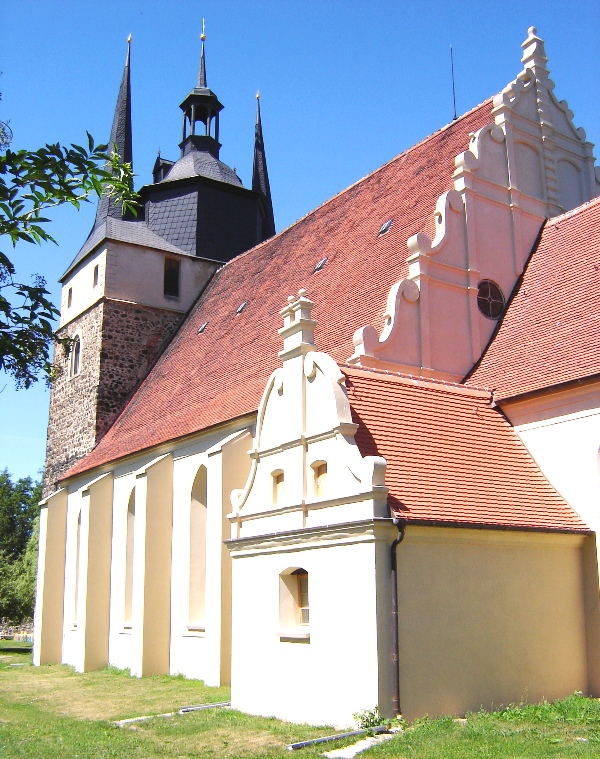
Kirche St. Laurentius
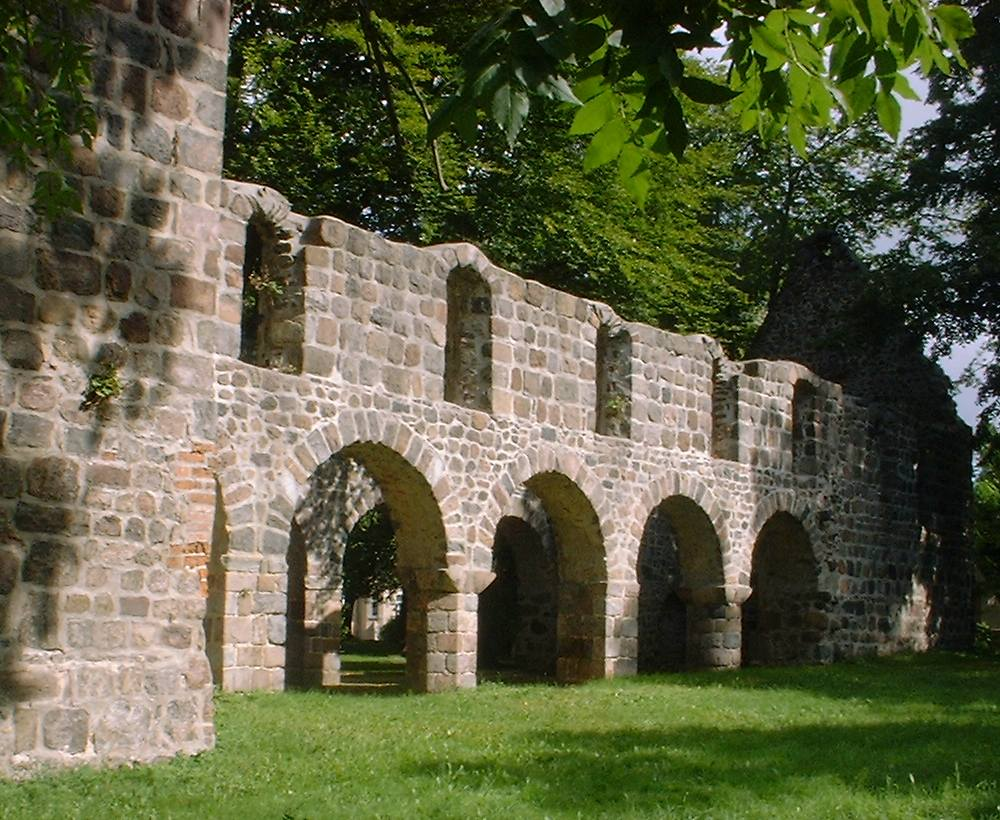
Kirchenruine Kirche Unser Lieben Frauen
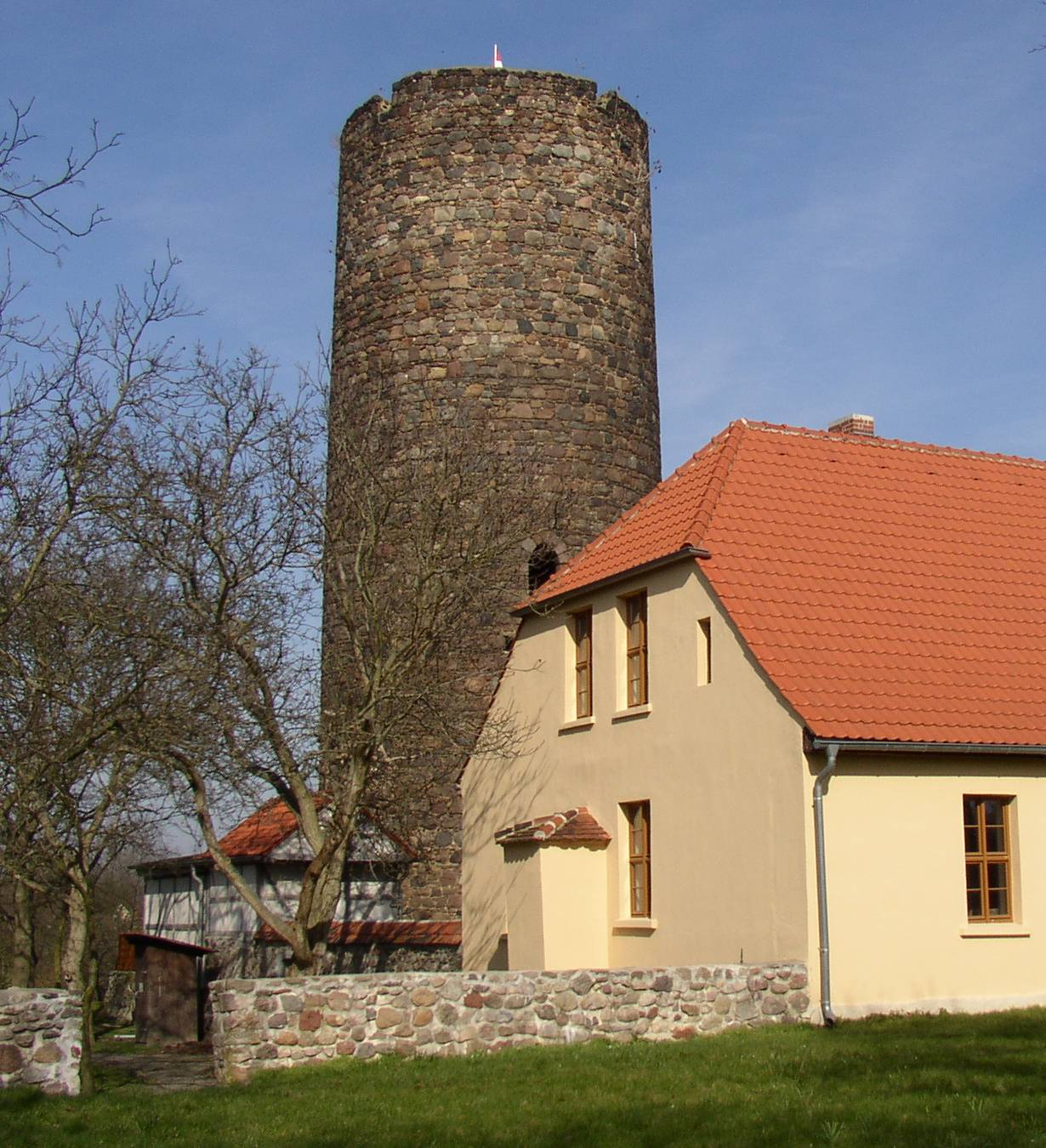
Burg Loburg
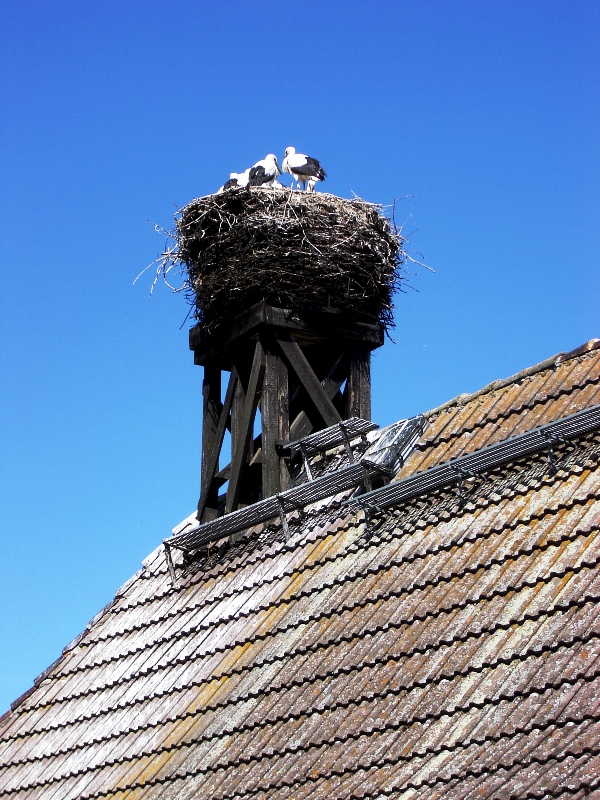
Storchenhof Loburg

## Infrastruktur
Loburg liegt an der Bundesstraße 246. Die Anschlussstellen Ziesar (Richtung Osten) und Burg-Ost (Richtung Westen) der Bundesautobahn 2 sind jeweils etwa 20 Kilometer entfernt.
Über die Bahnstrecke Biederitz–Altengrabow besitzt Loburg einen Bahnhof, auf der seit Dezember 2011 keine Personenzüge mehr verkehren.
Der öffentliche Personennahverkehr wird unter anderem durch den PlusBus des Landesnetzes Sachsen-Anhalt erbracht. Folgende Verbindung führt ab Loburg:
- Linie 720: Loburg ↔ Möckern ↔ Königsborn ↔ Magdeburg

Den Busverkehr im Landkreis Jerichower Land betreibt die Nahverkehrsgesellschaft Jerichower Land.

## Persönlichkeiten
- Andreas von Barby (1508–1559), dänischer Politiker und Bischof von Lübeck
- Johann Gottlieb Hardt (1658–1713), Logiker und Metaphysiker, Hochschullehrer und -rektor
- Levin von Barby (1718–1774), preußischer Landrat
- Erduin Julius Koch (1764–1834), deutscher Literaturhistoriker und Altphilologe
- Friedrich Koch (1769–1849), deutscher Pädagoge und Schulrat
- Wilhelm von Barby (1795–1883), preußischer Generalleutnant
- Friedrich von Barby (1801–1871), preußischer Generalmajor
- Sabine Dirlich (* 1954), Politikerin
- Florian Anders (* 1980), Regisseur und Autor, verbrachte die ersten fünf Jahre seines Lebens in Loburg vor seiner Ausreise in die damalige BRD.